# Маунт Пуласки (Илиноис)
Маунт Пуласки (енгл. Mount Pulaski) град је у америчкој савезној држави Илиноис. По попису становништва из 2010. у њему је живело 1.566 становника.

## Демографија
Према попису становништва из 2010. у граду је живело 1.566 становника, што је 135 (7,9%) становника мање него 2000. године.
| Група             | 2000.         | 2010.         |
| Белци             | 1.686 (99,1%) | 1.531 (97,8%) |
| Афроамериканци    | 0 (0,0%)      | 6 (0,4%)      |
| Азијати           | 0 (0,0%)      | 4 (0,3%)      |
| Хиспаноамериканци | 7 (0,4%)      | 17 (1,1%)     |
| Укупно            | 1.701         | 1.566         |